# フォレオ青梅
フォレオ青梅（フォレオおうめ）は、東京都青梅市今井の東京都道181号藤橋小作線沿いに建てられたショッピングセンターである。なお、不動産信託受益権保有者は「フォレオ青梅今井」と称している。

## 概要
2016年（平成28年）に総務省の認可を受けた大和ハウス工業が青梅市今井に青梅今井プロジェクト（青梅今井PJ）を立ち上げ、同年11月より建設を開始した。2017年（平成29年）6月9日オープン。
2017年（平成29年）8月25日、大和ハウスリート投資法人が、本ショッピングセンターの土地建物についての不動産信託受益権を同月29日取得予定と発表した。この発表文書によると、土地と建物の概要は次のとおりであった。
土地
面積14,042.26平方メートル
所有形態 所有権及び事業用定期借地権
建物
延床面積9,038.62平方メートル
種類 店舗
構造 鉄骨造
階数 2階建
建築時期 2017年5月15日
賃貸可能面積8,637.91平方メートル
稼働率 100.0%
契約形態 定期建物賃貸借契約
賃借人

## テナント
- ベルク 青梅今井店
- ヤマダデンキ テックランド青梅店
- マツモトキヨシ フォレオ青梅店

かつてはツルハドラッグが出店していたが、2019年6月で閉店。跡地は長らく使用されていなかったが、同年11月に古着屋西海岸がオープンも2024年春に閉店。その跡地には再びドラッグストアであるマツモトキヨシが同年6月に開店した。

## アクセス
- 青梅線 河辺駅・小作駅より西東京バス三ツ原循環東廻り又は西廻り：三ツ原西又は今井三丁目バス停

※下記は最寄りのバス停から500m以上もの距離がある。
- 八高線 箱根ケ崎駅より都営バス 金子駅より西武バス河辺駅北口行：七日市場又は藤橋バス停
- 西武池袋線 入間市駅より西武バス河辺駅北口行：七日市場又は藤橋バス停